# Escultura de cera

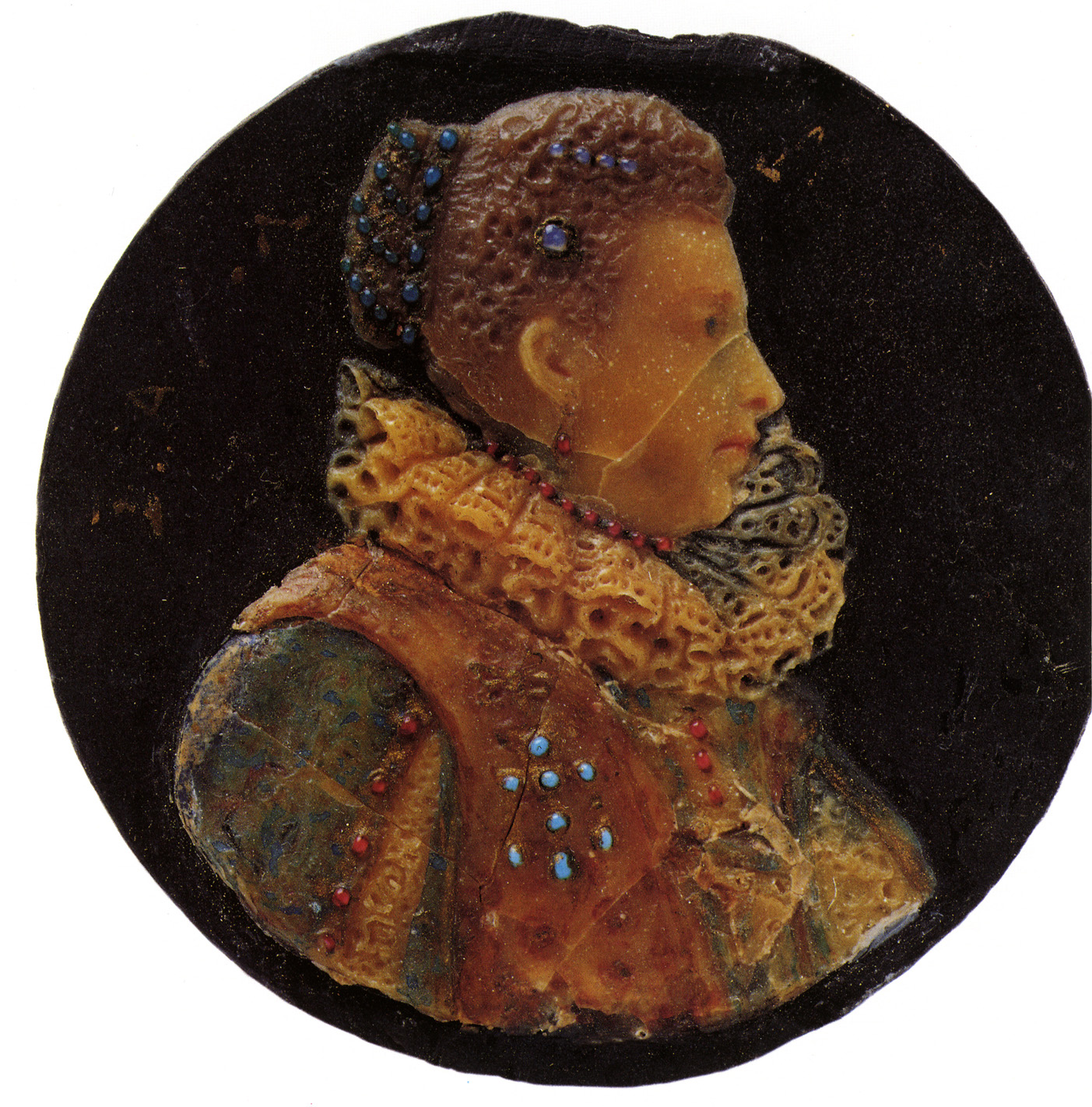
Ana de Tirol por Alessandro Abondio, 1618.

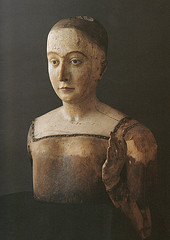
Efígie funerária (sem roupa) de Isabel de Iorque, mãe de Henrique VIII de Inglaterra, 1503, Abadia de Westminster.

A escultura de cera é uma escultura feita de cera. Grande parte, são representações de efígies, principalmente de personalidades notáveis, no entanto, representações de máscaras mortuárias e cenas de históricas de várias figuras são também motivos empregues, principalmente em relevo.
As propriedades da cera de abelha, tornam esse material um excelente meio para preparar figuras e modelos, seja por modelagem ou por vazamento em moldes. Pode ser facilmente cortado e moldado à temperatura ambiente, fundido a uma baixa temperatura, misturado com uma variedade de corantes e a sua textura e consistência pode ser modificada pela adição de matéria terrosa e óleos ou gorduras. Quando derretido, é altamente sensível às impressões a partir de um molde e, uma vez que esse material se define e endurece, a sua forma é relativamente resistente contra variações de temperatura comuns, mesmo quando  convertido em finas lâminas. Estas propriedades permitiram que este material fosse utilizado para moldagem desde a Idade Média e existe inclusive testemunhos que comprovam a sua utilização na concepção de mascaras (principalmente máscaras mortuárias) na Roma Antiga. As máscaras mortuárias de ilustres antepassados eram exibidos pela elite mantando à direnta "ius imaginem." O custo de uma escultura de cera varia, estando entre os US $150 000 e os 300 000.